# (35148) 1993 FX15
1993 FX15 (asteroide 35148) é um asteroide da cintura principal. Possui uma excentricidade de 0.12532880 e uma inclinação de 7.08996º.
Este asteroide foi descoberto no dia 17 de março de 1993 por UESAC em La Silla.